# موتور نیتروز اکسید

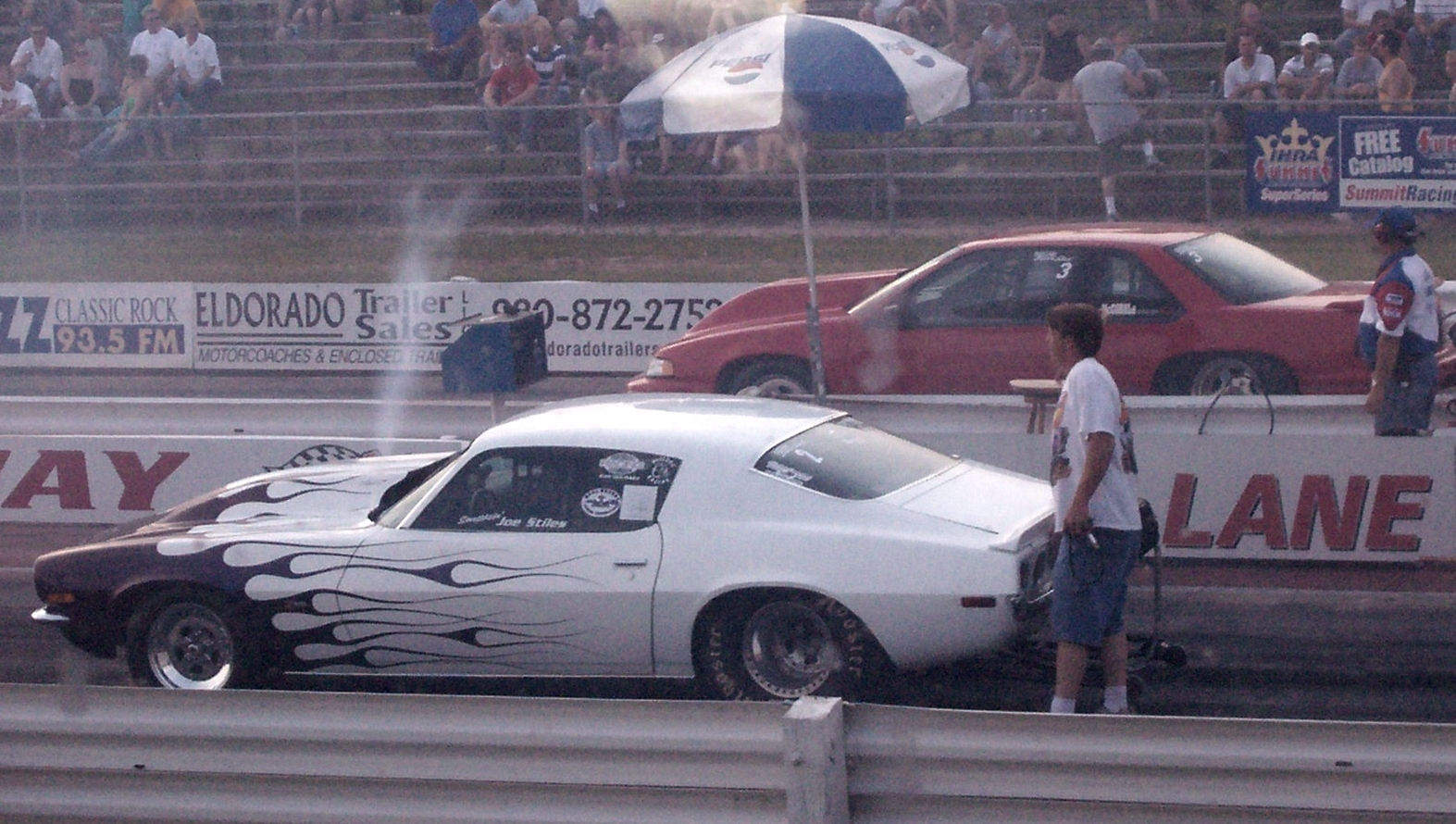
یک خودروی مسابقه‌ای که از سامانهٔ تخلیهٔ نیتروز اکسید استفاده می‌کند

موتور نیتروز اکسید (انگلیسی: Nitrous oxide engine) یا سامانهٔ نیتروز اکسید (NOS) نوعی موتور درون‌سوز است که در آن، اکسیژن موردنیاز برای سوختن سوخت از تجزیهٔ نیتروز اکسید (N2O) و همچنین از هوا تأمین می‌شود. این سامانه با فراهم‌کردن امکان سوختن سوخت با آهنگی بیشتر از حالت عادی، توان خروجی موتور را افزایش می‌دهد، زیرا فشار نسبی اکسیژن تزریق‌شده در نسبت هوا-سوخت بیشتر است. سامانه‌های تزریق نیتروز ممکن است «خشک» باشند، به‌گونه‌ای که نیتروز اکسید جدا از سوخت تزریق می‌شود، یا «تر» که در آن، سوخت اضافی همراه با نیتروز وارد موتور می‌شود. بسته به مقررات محلی، استفاده از NOS ممکن است در خیابان یا جاده‌های عمومی مجاز نباشد. استفاده از N2O در برخی دسته‌های مسابقات اتومبیل‌رانی مجاز است. عملکرد مطمئن موتور دارای تزریق نیتروز نیازمند دقت فراوان در استحکام قطعات موتور و دقت سامانه‌های اختلاط است، در غیر این صورت ممکن است انفجارهای مخرب یا فراتررفتن از حداکثر تحمل قطعات رخ دهد. سامانه‌های نیتروز اکسید از زمان جنگ جهانی دوم برای برخی موتورهای هواپیما استفاده می‌شدند.

## اصطلاحات
در زمینهٔ مسابقات، نیتروز اکسید اغلب با عنوان نیتروز یا NOS شناخته می‌شود. واژهٔ NOS از حروف اختصاری نام شرکت Nitrous Oxide Systems, Inc. (اکنون یکی از برندهای Holley Performance Products) گرفته شده که از پیشگامان توسعهٔ سامانه‌های تزریق نیتروز اکسید برای افزایش عملکرد خودرو بود و این نام به یک نشان تجاری عام تبدیل شده است. همچنین گاهی واژهٔ نیترو نیز به‌کار می‌رود که نادرست است، زیرا در اصل به موتورهای نیترو متان اشاره دارد.

## سازوکار
هنگامی‌که یک مول نیتروز اکسید تجزیه می‌شود، نیم مول مولکول O2 (گاز اکسیژن) و یک مول مولکول N2 (گاز نیتروژن) آزاد می‌کند. این تجزیه امکان رسیدن به غلظت اکسیژن ۳۶٫۳۶٪ را فراهم می‌کند. گاز نیتروژن قابل احتراق نیست و از سوختن پشتیبانی نمی‌کند. جو زمین — که تنها ۲۱٪ اکسیژن دارد و باقی‌مانده‌اش نیتروژن و دیگر گازهای غیرقابل احتراق و غیرپشتیبان احتراق است — در مقایسه با نیتروز اکسید، حداکثر سطح اکسیژن پایین‌تری (حدود ۱۲ درصد کمتر) فراهم می‌کند. این اکسیژن با سوخت‌هایی مانند بنزین، الکل، گازوئیل، پروپان یا سی‌ان‌جی (CNG) ترکیب می‌شود و کربن دی‌اکسید و بخار آب تولید می‌کند؛ همراه با گرما که باعث انبساط این فرآورده‌های احتراق و ایجاد فشار بر پیستون‌ها می‌شود، و بدین‌ترتیب موتور را به‌کار می‌اندازد.
نیتروز اکسید به‌صورت مایع در مخزن‌ها ذخیره می‌شود، اما در شرایط جوی، به‌صورت گاز درمی‌آید. زمانی که این مایع به داخل چندراهه (مَنیفولد) ورودی تزریق می‌شود، تبخیر و انبساط آن باعث کاهش دمای مخلوط هوا/سوخت و افزایش چگالی آن می‌شود و در نتیجه، بازده حجمی سیلندر افزایش می‌یابد.
از آن‌جا که تجزیهٔ N2O به اکسیژن و نیتروژن فرایندی فرایند گرمازا است و دمای داخل موتور احتراق را افزایش می‌دهد، این تجزیه بهره‌وری و عملکرد موتور را افزایش می‌دهد. این افزایش مستقیماً به اختلاف دمای بین مخلوط سوختِ نسوخته و گازهای داغ حاصل از احتراق در سیلندرها بستگی دارد.
همهٔ سامانه‌ها بر پایهٔ یک کیت تک‌مرحله‌ای طراحی شده‌اند، اما این کیت‌ها را می‌توان به‌صورت چندمرحله‌ای نیز به‌کار برد (کیت‌های دو، سه یا حتی چهار مرحله‌ای). پیشرفته‌ترین سامانه‌ها با واحدهای الکترونیکی پخش تدریجی کنترل می‌شوند که به یک کیت اجازه می‌دهد عملکردی بهتر از چند کیت هم‌زمان داشته باشد. بیشتر خودروهای درگ‌ریس دستهٔ Pro Mod و برخی از خودروهای Pro Street از سه مرحله برای افزایش توان استفاده می‌کنند، اما به‌طور فزاینده‌ای به فناوری پالس‌دار تدریجی روی می‌آورند. سامانه‌های تدریجی این مزیت را دارند که مقدار بیشتری نیتروز (و سوخت) را با افزایش تدریجی توان و گشتاور وارد کنند (برخلاف روش‌های ناگهانی)، که این امر از شوک مکانیکی و آسیب احتمالی جلوگیری می‌کند.

## شناسایی
خودروهایی که موتور آن‌ها به سامانهٔ نیتروز مجهز است، ممکن است با «تخلیه» ٔ سامانهٔ تزریق پیش از رسیدن به خط شروع شناسایی شوند. رانندگان معمولاً این کار را برای آماده‌سازی سیستم انجام می‌دهند. برای این منظور، یک شیر الکتریکی جداگانه به‌کار می‌رود تا هوای محبوس و نیتروز اکسید گازی موجود در مسیر انتقال آزاد شود. این کار باعث می‌شود نیتروز اکسید مایع از مخزن ذخیره تا شیر یا شیرهای سیم‌لوله‌ای که قرار است آن را به مسیر ورودی موتور تزریق کنند، جریان یابد. هنگام فعال‌شدن سامانهٔ تخلیه، یک یا چند ستون بخار نیتروز برای لحظه‌ای دیده می‌شود، زیرا مایع آزادشده به‌سرعت به بخار تبدیل می‌شود. هدف از تخلیهٔ نیتروز این است که در لحظهٔ فعال‌شدن سامانه، مقدار دقیق نیتروز اکسید تزریق شود؛ زیرا نازل‌های نیتروز و سوخت به‌گونه‌ای طراحی شده‌اند که نسبت هوا-سوخت مناسبی را تأمین کنند. از آن‌جا که نیتروز مایع چگال‌تر از نوع گازی آن است، باقی‌ماندن بخار نیتروز در لوله‌ها می‌تواند باعث افت لحظه‌ای عملکرد خودرو شود (چرا که نسبت نیتروز به سوخت بیش از حد شده و توان موتور کاهش می‌یابد) تا زمانی که نیتروز مایع به نازل تزریق برسد.

## انواع سامانه‌های نیتروز
سامانه‌های نیتروز به‌طور کلی به دو دستهٔ «خشک» و «تر» تقسیم می‌شوند و چهار روش اصلی برای تزریق نیتروز دارند: «نازل تکی»، «تزریق مستقیم به هر پورت»، «صفحه‌ای» و «میله‌ای» که برای تزریق نیتروز به حفره‌های پلنوم در چندراههٔ ورودی به‌کار می‌روند. تقریباً در همهٔ سامانه‌های نیتروز، از قطعات روزنه‌دار ویژه‌ای به نام جت همراه با محاسبات فشار برای اندازه‌گیری مقدار نیتروز (و در حالت تر، نیتروز و سوخت) استفاده می‌شود تا نسبت هوا-سوخت (AFR) مناسب برای توان اضافی موردنظر فراهم گردد.

### خشک
در سامانهٔ «خشک» نیتروز، تنها نیتروز تزریق می‌شود و سوخت اضافی مورد نیاز از طریق سوخت‌رسانی انژکتوری وارد می‌شود، بنابراین سوخت وارد چندراهه (مَنیفولد دود) نمی‌شود و «خشک» باقی می‌ماند. این ویژگی دلیل نام‌گذاری این سامانه است. افزایش جریان سوخت یا با افزایش فشار یا با افزایش زمان بازماندن انژکتورها انجام می‌پذیرد.
سامانه‌های خشک معمولاً از روش نازل تکی استفاده می‌کنند، اما می‌توان از هر چهار روش اصلی تزریق در کاربردهای خشک استفاده کرد. این سامانه‌ها معمولاً در خودروهای دارای کاربراتور به‌کار نمی‌روند، زیرا کاربراتورها نمی‌توانند سوخت اضافی را به‌طور فوری تأمین کنند. در موتورهای انژکتوری، سامانه‌های خشک با افزایش فشار سوخت یا افزایش مدت بازماندن انژکتورها هنگام فعال‌شدن سامانه، نسبت مناسب سوخت به نیتروز را تأمین می‌کنند.

### تر
در سامانهٔ «تر» نیتروز، نیتروز و سوخت به‌طور هم‌زمان تزریق می‌شوند و چندراهه ورودی با سوخت «تر» می‌شود، که علت نام‌گذاری این سامانه است. این سامانه در هر چهار روش تزریق قابل استفاده است.
در سامانه‌های تر که روی موتورهای انژکتوری پورت یا مستقیم نصب می‌شوند، باید مراقب برگشت شعله ناشی از تجمع سوخت در مسیر ورودی یا توزیع نابرابر مخلوط نیتروز/سوخت بود. موتورهایی که از سوخت‌رسانی پورت یا مستقیم استفاده می‌کنند، تنها برای جریان هوا طراحی شده‌اند نه هوا و سوخت با هم. از آن‌جا که بیشتر سوخت‌ها نسبت به هوا سنگین‌تر بوده و در حالت گاز نیستند، در ترکیب با نیتروز رفتاری متفاوت از هوا دارند. در نتیجه احتمال توزیع نابرابر سوخت در محفظه‌های احتراق و ایجاد شرایط «رقیق» و انفجار یا تجمع سوخت در بخشی از مسیر ورودی وجود دارد که ممکن است منجر به احتراق کنترل‌نشده و تخریب شدید اجزا شود. در مقابل، موتورهای کاربراتوری یا دارای تزریق سوخت تک‌نقطه‌ای/بدنه دریچه گاز، از طراحی چندراهۀ تر استفاده می‌کنند که برای توزیع یکنواخت مخلوط سوخت و هوا ساخته شده‌اند و چنین مشکلاتی در این‌گونه موتورها به‌ندرت رخ می‌دهد.

### نازل تکی
در سامانهٔ نیتروز با «نازل تکی» (افشانهٔ تَکی)، نیتروز یا مخلوط نیتروز/سوخت از یک نقطه تزریق وارد می‌شود. این نازل معمولاً در لولهٔ ورودی هوا پس از فیلتر هوا و پیش از چندراهۀ ورودی و/یا دریچه گاز در موتورهای انژکتوری نصب می‌شود؛ و در موتورهای کاربراتوری، پس از دریچه گاز قرار می‌گیرد. در سامانه‌های تر، فشار بالای نیتروز باعث پخش شدن به‌شکل افشانه‌ای سوختی می‌شود که هم‌زمان با آن از طریق نازل تزریق می‌شود و به توزیع بهتر و یکنواخت‌تر مخلوط نیتروز/سوخت کمک می‌کند.

### تزریق مستقیم
در سامانهٔ نیتروز از نوع «تزریق مستقیم»، نیتروز یا مخلوط نیتروز/سوخت از طریق نازل‌های جداگانه‌ای که در مسیر ورودی هر سیلندر قرار دارند، به نزدیک‌ترین نقطهٔ ممکن به سوپاپ ورودی تزریق می‌شود. نازل‌های این سامانه معمولاً همان نوع نازل‌هایی هستند که در سامانه‌های نازل تکی استفاده می‌شوند، اما تعدادشان برابر یا مضربی از تعداد ورودی‌های موتور است. از آن‌جا که این سامانه به طراحی چندراهۀ ورودی برای توزیع یکنواخت تکیه ندارد، از نظر دقت، برتری ذاتی دارد. همچنین تعداد بیشتر نازل‌ها امکان تزریق حجم بیشتری از نیتروز را فراهم می‌کند. ایجاد «مرحله‌های» متعدد نیتروز با نصب چندین نازل در هر ورودی امکان‌پذیر است و به توان خروجی بیشتری می‌انجامد. سامانهٔ تزریق مستقیم نیتروز رایج‌ترین روش در کاربردهای مسابقه‌ای است.

### صفحه‌ای
سامانهٔ نیتروز از نوع صفحه‌ای (plate) از یک فاصله‌دهنده (spacer) استفاده می‌کند که بین دریچه گاز و ورودی موتور نصب می‌شود و سوراخ‌هایی در سطح داخلی آن یا در یک لولهٔ معلق از صفحه تعبیه شده‌اند تا نیتروز یا مخلوط نیتروز/سوخت از آن عبور کند. سامانه‌های صفحه‌ای راه‌حلی بدون نیاز به سوراخ‌کاری ارائه می‌دهند، زیرا این صفحات معمولاً ویژهٔ هر خودرو طراحی می‌شوند و در محل اتصال‌های موجود مانند اتصال دریچه گاز به چندراهۀ ورودی یا اتصال چندراهۀ بالایی به پایینی قرار می‌گیرند. این سامانه‌ها تنها به پیچ‌های بلندتر نیاز دارند و به‌دلیل اینکه نیازی به تغییرات دائمی در مسیر ورودی هوا ندارند، به‌آسانی قابل بازگردانی هستند. بسته به نوع کاربرد، سامانه‌های صفحه‌ای می‌توانند توزیع دقیق نیتروز یا مخلوط نیتروز/سوختی مشابه با سامانه‌های تزریق مستقیم ارائه دهند.

### میله‌ای
در سامانهٔ نیتروز از نوع میله‌ای (bar)، از یک لولهٔ توخالی با سوراخ‌هایی در امتداد طول آن استفاده می‌شود که در داخل پلنوم ورودی هوا نصب می‌شود تا نیتروز را توزیع کند. این روش تقریباً منحصراً در سامانه‌های نیتروز خشک به‌کار می‌رود، زیرا توزیع سوخت در این سامانه برای حالت‌های «تر» مناسب نیست. این نوع سامانه در میان رانندگانی محبوب است که می‌خواهند استفاده از نیتروز در خودرو پنهان بماند، زیرا روش تزریق نیتروز به‌آسانی قابل مشاهده نیست و بسیاری از قطعات مرتبط با سامانهٔ نیتروز از دید پنهان می‌مانند.

### پروپان یا سی‌ان‌جی
سامانه‌های نیتروز را می‌توان همراه با سوخت‌های گازی مانند پروپان یا سی‌ان‌جی استفاده کرد. این مزیت را دارد که از نظر فنی یک سامانهٔ خشک محسوب می‌شود، زیرا سوخت در زمان ورود به مسیر ورودی، به‌صورت مایع نیست.

## نگرانی‌های مربوط به اطمینان

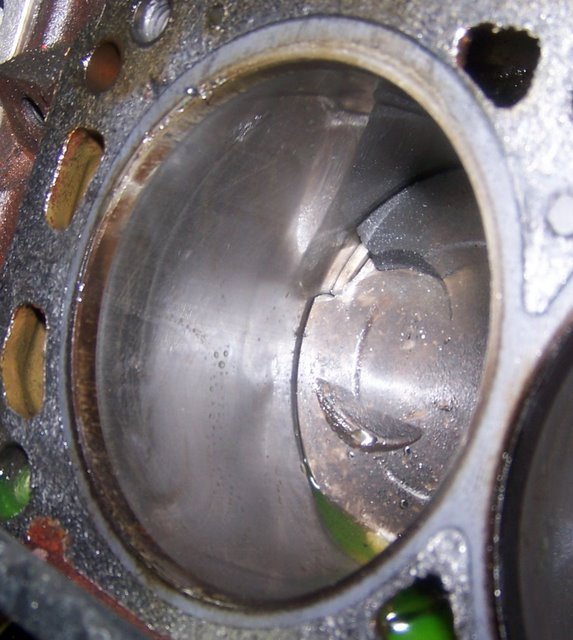
یک پیستون که بر اثر استفاده از نیتروز ترک برداشته است

استفاده از نیتروز اکسید، مانند دیگر افزاینده‌های توان، نگرانی‌هایی دربارهٔ دوام و پایداری موتور ایجاد می‌کند. به‌دلیل افزایش شدید فشار در سیلندر، کل موتور تحت تنش بیشتری قرار می‌گیرد، به‌ویژه بخش‌هایی که به مجموعهٔ چرخان موتور مربوط می‌شوند. اگر قطعات موتور توانایی تحمل این فشار اضافی ناشی از استفاده از نیتروز را نداشته باشند، ممکن است آسیب‌های جدی به موتور وارد شود؛ مانند ترک برداشتن یا شکست پیستون‌ها، شاتون‌ها، میل‌لنگ و/یا بدنهٔ موتور. برای جلوگیری از چنین خرابی‌هایی، تقویت مناسب قطعات موتور همراه با تأمین دقیق و کافی سوخت اهمیت اساسی دارد.
افزون بر این، نیتروز اکسید نباید در خودروهایی با جعبه‌دنده خودکار استفاده شود، زیرا افزایش شدید توان و گشتاور ممکن است باعث واردشدن تنش اضافی به مبدل گشتاور و جعبه‌دنده شود و آسیب برساند.

## قانونی‌بودن در خیابان
سامانه‌های تزریق نیتروز برای خودرو در برخی کشورها برای استفاده در جاده ممنوع هستند. برای نمونه، در نیو ساوت ولز، استرالیا، کد اصلاح خودروهای سبک Roads & Traffic Authority (مورد استفاده از سال ۱۹۹۴) در بند ۳٫۱٫۵٫۷٫۳ تصریح می‌کند که: «استفاده یا نصب سامانه‌های تزریق نیتروز اکسید مجاز نیست.»
در بریتانیا، محدودیتی برای استفاده از N
2O وجود ندارد، اما این تغییر باید به شرکت بیمه اطلاع داده شود، که ممکن است باعث افزایش حق بیمه یا حتی رد بیمه‌نامه شود.
در آلمان، با وجود مقررات سخت‌گیرانهٔ توف، نصب و استفاده از سامانهٔ نیتروز در خودروهای خیابانی قانونی است. الزامات فنی سامانه باید مشابه با استانداردهای سامانه‌های خودروی گازسوز باشد.

## مقررات مسابقات
برخی نهادهای برگزارکنندهٔ مسابقات درگ استفاده از نیتروز اکسید را در بعضی از دسته‌ها مجاز یا ممنوع کرده‌اند یا دسته‌های ویژه‌ای برای نیتروز تعریف کرده‌اند. استفاده از نیتروز در رقابت‌های Formula Drift مجاز است.

## تاریخچه
تکنیکی مشابه در دوران جنگ جهانی دوم در هواپیماهای لوفت‌وافه با سامانهٔ GM-1 برای حفظ توان موتورهای موتور هواگرد در ارتفاع بالا که چگالی هوا کمتر است، استفاده می‌شد. این سامانه عمدتاً در هواپیماهای ویژه مانند شناسایی ارتفاع بالا، بمب‌افکن‌های پرسرعت و رهگیرهای ارتفاع بالا به‌کار می‌رفت. گاه این سامانه همراه با روش تزریق آب-متانول لوفت‌وافه که MW 50 نام داشت استفاده می‌شد (هر دو برای افزایش موقتی توان به‌عنوان Notleistung) تا عملکرد قابل توجهی برای هواپیماهای جنگی فراهم شود. از جمله نمونه‌ها، استفادهٔ هم‌زمان از این دو روش در جنگنده‌های آزمایشی فوکه-وولف تا ۱۵۲H بود.
در بریتانیا نیز در دوران جنگ جهانی دوم از سامانه‌های تزریق نیتروز در نسخه‌های ویژهٔ شب‌پیمای دی هاویلند موسکیتو و مدل‌های شناسایی هوایی سوپرمارین اسپیت‌فایر استفاده شد که با تغییراتی در رولز-رویس مرلین توسط شرکت Heston Aircraft انجام گرفته بودند.